# 陳英雄
陳英雄（1962年12月23日—）是一位法籍越南裔的電影導演，出生在峴港市，後來在越戰結束後移居法國。陳英雄的代表作為《三輪車夫》，並因此贏得威尼斯影展金獅獎。

## 生平
出生於越南，屬越戰時南越人。移居法國後，本於法國的大學修讀哲學，後來改修攝影，開始從影之路。
早於1993年陳英雄就憑《青木瓜之戀》贏得奧斯卡最佳外語片提名。

## 作品
- 1993年：《青木瓜之味》（Mùi đu đủ xanh）
- 1995年：《三輪車夫》（Xích lô）
- 2000年：《夏天的滋味》（Mùa hè chiều thẳng đứng）
- 2009年：《幻雨追緝》（I Come with the Rain）
- 2010年：《挪威的森林》（ノルウェイの森）
- 2016年：《生之頌（法语：Éternité (film)）》（Éternité）
- 2023年：《法式火锅》（La Passion de Dodin Bouffant）

## 外部連結
- 陈英雄在互联网电影资料库（IMDb）上的資料（英文）
- 陳英雄在豆瓣上的资料（简体中文）